# 巴尔塔尔
巴尔塔尔，是西班牙加利西亚自治区奥伦塞省的一个市镇。总面积94平方公里，总人口1233人（2001年），人口密度13人/平方公里。